# Fistritz
Fistritz ist eine Ortschaft und eine Katastralgemeinde der Stadtgemeinde Groß-Siegharts im Bezirk Waidhofen an der Thaya in Niederösterreich mit 118 Einwohnern (Stand 1. Jänner 2024).

## Geografie
Das Dorf östlich von Groß-Siegharts am Fistritzbach ist über die Landesstraße L8049 erreichbar. Im Osten liegt der Silberteich. Am 1. April 2020 umfasste die Ortschaft 60 Adressen.

## Siedlungsentwicklung
Zum Jahreswechsel 1979/1980 befanden sich in der Katastralgemeinde Fistritz insgesamt 56 Bauflächen mit 27.681 m² und 51 Gärten auf 23.662 m², 1989/1990 gab es 56 Bauflächen. 1999/2000 war die Zahl der Bauflächen auf 94 angewachsen und 2009/2010 bestanden 78 Gebäude auf 168 Bauflächen.

## Geschichte
Laut Adressbuch von Österreich waren im Jahr 1938 in der Ortsgemeinde Fistritz ein Dachdecker, ein Gastwirt, eine Schneiderin, ein Schuster, ein Tischler, ein Viehhändler und mehrere Landwirte ansässig. Im Rahmen der Niederösterreichischen Kommunalstrukturverbesserung trat die damalige Ortsgemeinde Fistritz per 1. Jänner 1972 der Gemeinde Groß-Siegharts bei.

## Bodennutzung
Die Katastralgemeinde ist landwirtschaftlich geprägt. 311 Hektar wurden zum Jahreswechsel 1979/1980 landwirtschaftlich genutzt und 127 Hektar waren forstwirtschaftlich geführte Waldflächen. 1999/2000 wurde auf 309 Hektar Landwirtschaft betrieben und 129 Hektar waren als forstwirtschaftlich genutzte Flächen ausgewiesen. Ende 2018 waren 295 Hektar als landwirtschaftliche Flächen genutzt und Forstwirtschaft wurde auf 132 Hektar betrieben. Die durchschnittliche Bodenklimazahl von Fistritz beträgt 33,6 (Stand 2010).